# The Unsinkable Molly Brown
The Unsinkable Molly Brown (Brasil: A Inconquistável Molly / Portugal: Os Milhões de Molly Brown) é um filme norte-americano de 1964, do gênero musical, dirigido por Charles Walters  e estrelado por Debbie Reynolds e Harve Presnell.

## Notas de produção

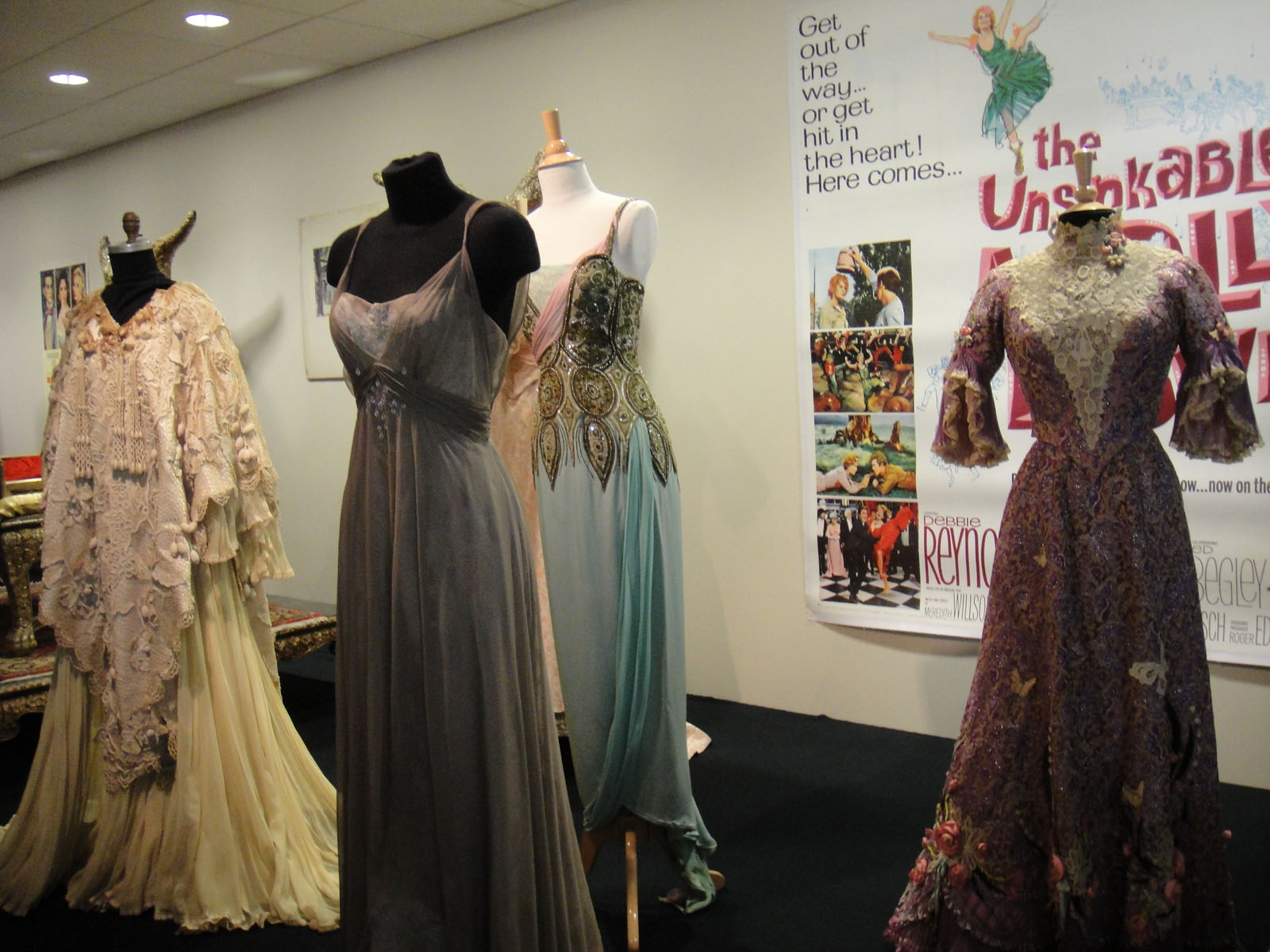
A fotografia mostra figurinos usados por Debbie Reynolds ao serem levados a leilão em Los Angeles. Ao fundo, pode-se ver o cartaz do filme.

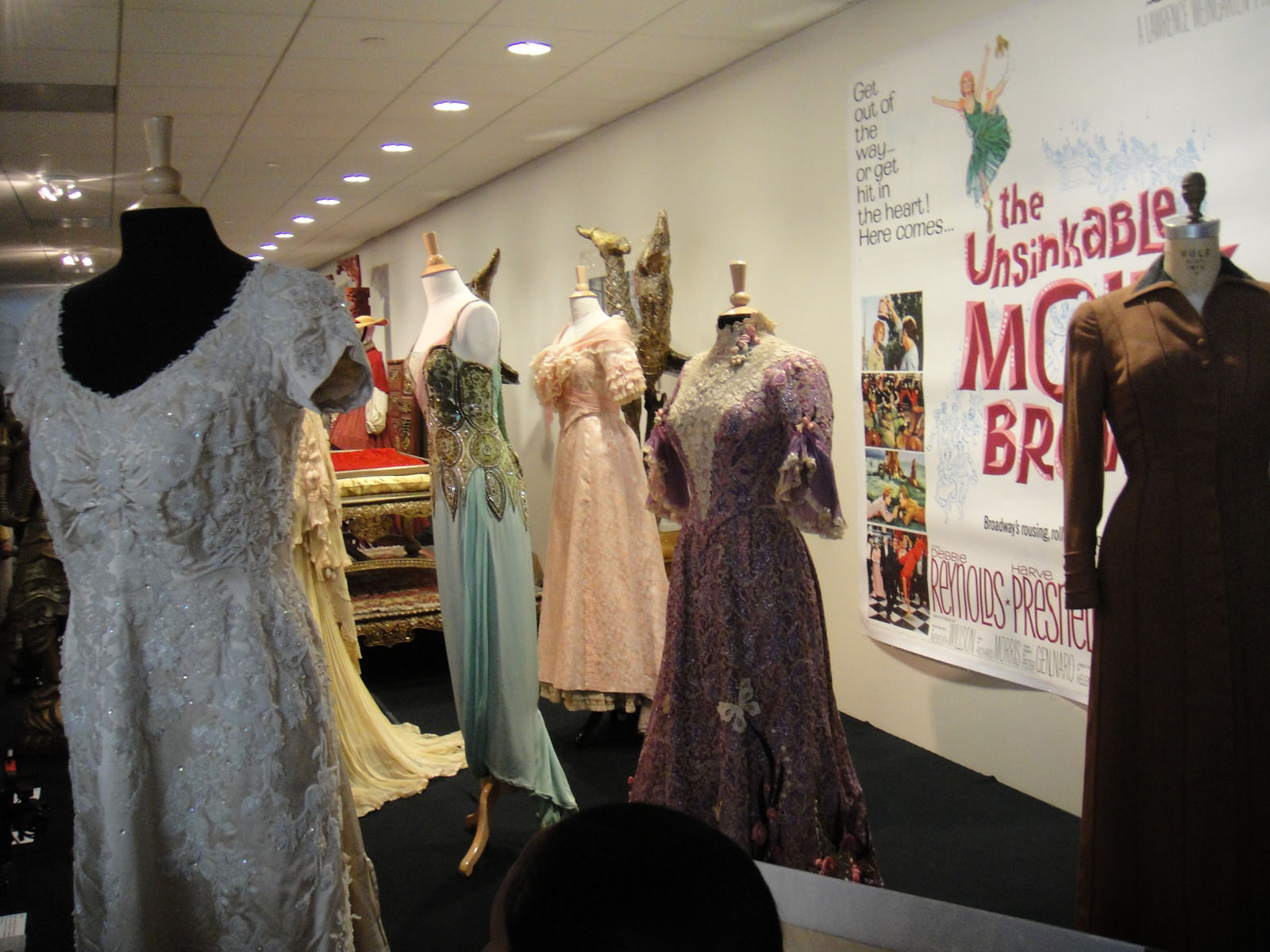
Os figurinos na mesma ocasião, agora por outro ângulo.